# Élections municipales lettonnes de 2025
Les élections municipales lettonnes de 2025 se déroulent le 7 juin 2025 afin de renouveler les conseils municipaux des 42 municipalités de Lettonie, dont 7 municipalités urbaines. 